# Vrútky nákladná stanica
Vrútky nákladná stanica – stacja kolejowa w mieście Vrútky w kraju żylińskim na linii kolejowej nr 180 na Słowacji.